# 芥鏢鱸
芥鏢鱸為輻鰭魚綱鱸形目鱸亞目河鱸科的其中一種，被IUCN列為瀕危保育類動物，分布於美國阿拉巴馬州的Halls及Village溪流域，體長可達5.4公分。